# San Babila egy napja
A San Babila egy napja (San Babila ore 20: un delitto inutile) Carlo Lizzani 1976-ban bemutatott filmdrámája, politikai krimije Claudio Lazzaro tényfeltáró kutatásai alapján.
A film alapja, előzménye, hogy a milánói San Babila tér és környéke a neonáci fiatalok gyülekezőhelye volt. 1975. május 25-én késő este a magukat San Babila csoportnak nevező újfasiszta fiatalok meggyilkolták Alberto Brasili 26 éves diákot mert meglátták, hogy elhajítja, földre dobja a fasiszta párt szórólapját. A Pietro Mascagni utcai támadásban barátnőjét, Lucia Cornát is súlyosan megsebesítették.
A történethez Ennio Morricone komponált a korszak híres olasz politikai krimijeihez, maffia filmjeiéhez hasonló dinamikus, felzaklató, ugyanakkor a film groteszkből tragikusba illetve oda-vissza hajló hangulatához illeszkedő zenét.
Lizzani már a nyitó képsorokkal sem hagy kétséget afelől, kiket tart felelősnek a fiatalok fasizálódásáért. És az eltelt évtizedek történései világszerte azt igazolták, hogy Lizzani elemzése és elemzésének mélysége jóval túlmutat a hetvenes évek Olaszországának társadalmán és általánosabb tanulságokat hordoz.
Néhány hivatásos színész kivételével a szereplők mind alkalmi, amatőr színészek.
A film a brutális és talán túlzottan életszerűen bemutatott erőszakos jeleneteivel feltehetően ma is 18 éves korhatári besorolást indokolna.

## Szereplők
- Franco – Daniele Asti
- Lalla – Brigitte Skay
- Michele Castiglioni – Giuliano Cesareo
- Fabrizio – Pietro Brambilla
- Alfredo Somma – Pietro Giannuso
- Paolo jegyese – Grazia Baccari
- Paolo – Gilberto Squizzato
- Szenátor – Rodolfo Dal Pra
- Michele anyja – Paola Faloja
- Tanár – Mario Mattia Giorgetti
- Jólöltözött felügyelő – Walter Valdi
- Franco anyja – Franca Mantelli
- Járókelő – Alfonso Giganti
- Rendőr – Vittorio Pinelli

További szereplők: Giovanni Colla, Franco Ferri, Achille Grioni, Sergio Tardioli, Wilma Casagrande, Claudio Lazzaro, Filippo Orsini, Stefano Bandini, Franco Pesante, Marisella Biancheri, Alfredo Manevari, Maddalena Galliani, Mario Mercalli, Mario Corbetta, Piera Rossi, Antonio Cascio, Carlo Gioia, Rocco Oppedisano, Giorgio Bertoli, Walter Carnevali, Nunzio Caruso, Graziella Comana, Antonio Foddis, Giovanbattista Gamerro, Adriana Gilardoni, Armando Piatti, Paolo Provenzano, Menegus Wolfango

## A történet
Franco barátaival vesz részt Arturo Melodia fasiszta veterán temetésén. A búcsúztató fasiszta karlengetéssel zárul.
A társaság fellelkesülve hazafelé dzsippükkel a gyalogosokat riogatják, majd az eleve balosoknak sejtett gimnazisták robogóinak megrongálásával élik ki hirtelen támadt harci hevületüket az iskola előtt. A feldühödött, őket megkergető diákoknak szemlátomást eszükbe sem jut a helyben parkoló rendőröktől segítséget kérni vagy feljelentést tenni. Az állam, a rendőrség nem az állampolgárokért hanem a hatalom valódi birtokosaiért van. Csak akkor lép közbe, ha azok érdekeit veszélyezteti valami.

Menetelés fasiszta díszlépésben

 A rendőrség azt is tétlenül nézi végig pár órával később, ahogy a távolból járókelőkre lövöldöznek csúzlival csapágygolyókkal. Nemcsak azokra, akik a horogkeresztes falfirkájukat próbálják eltüntetni, de a többi járókelőre és a kipécézett butikra is.
A jólsikerült akció után viszont fanyalodva nézik végig a szakszervezetek felvonulását Milánó utcáin, majd a menetből kiváló egyik férfi után erednek, és rátámadnak. A férfi azonban nem ijed meg a sokszoros túlerő gyűrűjében, hanem az ütlegek ellenére kikapja egyikük kezéből a vasláncot és azt pörgetve kitör a körből. Furcsa módon neki sem jut eszébe a téren várakozó rendőrautóban ülő rendőröknél menedéket keresni, vagy panaszt tenni. Az alkalmilag összeverődött 40-50 fős társaság diadalittasan összekapaszkodva, alakzatban, fasiszta díszlépést utánozva masírozik vissza a kocsmáig. A jelenet egyszerre groteszk és félelemkeltő. A díszlépés összekapaszkodva sem sikeredik egyszerre, mégis csodálkozást, más járókelőkből viszont félelmet vált ki. A rendőrség ekkor sem avatkozik be.
Ám amikor délután a szexboltban vásárolt eszközökkel botrányt okoznak a parkban, a rendőrség percek alatt rajtuk üt és letartóztatja őket, de jómódú, befolyásos szüleik közbenjárására gyorsan szabadulnak is a kapitányságról.
Mindezeken felbátorodva már korábban előkészített nagyobb akció aznapi végrehajtására szánják el magukat. Bombát robbantanak a Kommunista Párt székházában. Az akcióra Francót szemelik ki.
Franco be is jut az épületbe, és a dinamitrudakkal teli táskát is elhelyezi, azonban nincs bátorsága meggyújtani a gyújtózsinórt. Nem tudni, a lehetséges következményektől rettent meg, vagy a körülötte nyüzsgő egyszerű embereket sajnálta meg. Barátainak viszont ezt nem vallja be. Azt hiszik, a bomba hibásodott meg.
A kudarcokkal, félsikerekkel teli nap után egy fiatal párt vesznek üldözőbe a belváros kihalt mellékutcáin. A lányt a Kommunista Párt plakátjáról ismerték fel. Egy árkád alatt szorítják sarokba őket. A lányt hasbaszúrják, a fiatal férfit viszont dühödten összeszurkálják.
Franco hazamegy, és összeomlik az elkövetett borzalmak hatására. Barátai viszont a játékteremben ütik agyon az időt.
A csupa üvegfalú játékterem pavilont óvatosan géppisztolyos rendőrök veszik körül. Aznap megismert, alkalmi barátnőjük adta fel és azonosította őket.

## A forgatási helyszínek
- A Maggiore temető
- Cesare Beccaria Gimnázium, Via Linneo
- Via Cesariano – ebben az utcában dolgozik Alfredo a háztartási gép üzletben
- Diaz tér (Piazza Diaz). Itt volt a Sundown nevű kávézó, a társaság törzshelye, és az összefirkált butik is.
- Vetra tér (Piazza Vetra) Franco és Michele a Carlo Cattaneo Gimnáziumból jövet (a saroképület az iskola), illetve az egyik osztályterme
- Via Papa Gregorio XIV
- Piazza Duomo – a templom lépcsői
- Via De Castillia 28
- Corso Vittorio Emanuele II
- San Babila tér, más jelenetben az itteni metróállomás
- A Marelli metróállomás, Ercole Marelli út 354
- A Renzo del Riccio utca eleje a Buozzi utcai felüljárónál
- Viale Italia
- A Kommunista Párt székháza a Köztársaság tér 1. cím alatti épület (Piazza della Republica 1)
- A November 4-e tér a vasút tulsó oldalán ahol a robbanást várják. (a mai taxiállomásnál)
- Piazza del Carmine 1
- Via Canonica
- Sempione tér 6. – a Szexbolt és kapcsolódó jelenet a téren
- Arlecchino mozi és a San Pietro utca (Via San Pietro all'Orto 9)
- Ristorante Santa Lucia (a befejező rész)
- Galleria De Cristoforis
- Largo Corsia dei Servi
- Galleria San Carlo

## Érdekességek
- Lizzani a filmben véletlenszerűen egy-egy pillanatra megjelenít korábban is már látott szereplőket. Az áldozatul esett fiatal pár is megjelenik már a film közepe táján. Azonban mivel nem markáns, jól megjegyezhető arcú amatőr színészek, nem minden néző számára világos, hogy a korábban már látott szereplők.

Más rendezők általában igyekeznek a nézőknek egységesebb élményt adni. Lizzani ezzel szemlátomást nemigen törődik.
- Az, hogy a fiatalok csaknem minden akciójánál jelen van egy rendőrautó tele rendőrökkel, valószínűtlen. Egyébként azt sugallná, hogy a csoportot megfigyeli a rendőrség. Sőt azzal, hogy demonstratíve, nem civil autóval, mintegy figyelmezteti, fenyegeti a csoportotː rajtuk a hatóság szeme. Lizzani azonban inkább azt az élményt akarja megjeleníteni, hogy a rendőrség szándékosan nem avatkozik be akkor sem, ha jelen van. Érdekes módon ezt a hatást mindennek ellenére el is éri.

- A befejező jelenetben amikor a fiúk egyenként egymás után észreveszik a pavilont közrefogó géppisztolyos rendőröket, egymás után kimerevítik arcuk közelképét. Ezzel talán azt sugallják az alkotók, hogy bizonyos értelemben vége az életüknekː súlyos börtönbüntetés vár rájuk. (Az nem valószínű, hogy a rendőrök lőnének is.) Ez azt mutatná, hogy Lizzanitól jut némi részvét még az elkövetőknek is.

- A filmet Kelet-Európában és a Szovjetunióban is kezdetben lelkesedéssel fogadták. Ám ezt rövidesen aggodalom váltotta, ugyanis az éledező neonáci eszmék nyomán kultuszfilmmé vált egyes csoportok körében. Ezért utóbb sokan Lizzanit okolták.

Ezek szemlátomást nem vettek tudomást Lizzani elemzésének lényegéről. Miszerint ezek a csoportok valójában nem különböznek más fiatalkorú bűnözői csoportoktól. Még ha maguknak veszélyesebb maskarát, neonáci jelmezeket és díszleteket is választottak. És ebből következően nem hivatásos bűnözői csoportokhoz, hanem a fasiszta mozgalomhoz kapcsolódnak.
- Sokan Lizzani filmjének hibájául róják fel, hogy bár tartalmazza a társadalmi jelenség mélyelemzését, nem kényszeríti rá a közönséget hogy legalábbis próbálja meg ezt végigkövetni, hanem hagyja, hogy a nézők túlnyomó többsége izgalmas, fordulatos krimiként nézze végig a filmet, és utólag se gondolkodjon el rajta. Ez szemlátomást nem Lizzani szándéka szerint történt. Oka az lehet, hogy Lizzani minden nyilvánvaló rendezői tehetsége ellenére, műveltsége és intelligenciája dacára nem tanult dramaturg. Ezért ezt a szándékát egyszerűen szakmailag nem volt képes megvalósítani.